# Antillostenochrus alejandroi
Antillostenochrus alejandroi är en spindeldjursart som först beskrevs av Armas 1989.  Antillostenochrus alejandroi ingår i släktet Antillostenochrus och familjen Hubbardiidae. Inga underarter finns listade i Catalogue of Life.